# Pandemos cydon
Pandemos cydon är en fjärilsart som beskrevs av John Obadiah Westwood 1951. Pandemos cydon ingår i släktet Pandemos och familjen Riodinidae. Inga underarter finns listade i Catalogue of Life.